# Новиково (Архангельская область)
Новиково — деревня в Котласском районе Архангельской области России. Входит в состав Сольвычегодского городского поселения.

## География
Деревня находится в юго-восточной части Архангельской области, в подзоне средней тайги, на правом берегу реки Вычегды, к югу от автодороги 11Р-006, на расстоянии примерно 50 километров (по прямой) к северо-востоку от города Котласа, административного центра района. Абсолютная высота — 95 метров над уровнем моря.

### Климат
Климат характеризуется как умеренно континентальный, с продолжительной холодной многоснежной зимой и коротким тёплым летом. Среднегодовая температура воздуха — 2 °C. Средняя температура воздуха самого холодного месяца (января) — −13 °C (абсолютный минимум — −47,1 °C), средняя температура самого тёплого (июля) — 17,6 °С (абсолютный максимум — 35,2 °C). Продолжительность вегетационного периода (с температурой выше 5 °C) составляет 140—150 дней, период активной вегетации (выше 10 °C) длится примерно 100—110 дней. Годовое количество атмосферных осадков — 576 мм, из которых 390 мм выпадает в период с апреля по октябрь. Снежный покров держится в течение 169 дней.

### Часовой пояс
Новиково, как и вся Архангельская область, находится в часовой зоне МСК (московское время). Смещение применяемого времени относительно UTC составляет +3:00.

## Население
| 2002 | 2010 | 2012 |
| ---- | ---- | ---- |
| 99   | ↘30  | ↗50  |

### Национальный состав
Согласно результатам переписи 2002 года, в национальной структуре населения русские составляли 97 %.